# Meland
Meland is een voormalige gemeente van de Noorse provincie Hordaland. De gemeente telde 8.021 inwoners in januari 2017. Op 1 januari 2020 fuseerde Meland met Lindås en Radøy tot de gemeente Alver die deel ging uitmaken van de op dezelfde dag gevormde provincie Vestland.
Askøy · Austevoll · Austrheim · Bergen · Bømlo · Eidfjord · Etne · Fedje · Fitjar · Fjell · Fusa · Granvin · Jondal · Kvam · Kvinnherad · Lindås · Masfjorden · Meland · Modalen · Odda · Os · Osterøy · Øygarden · Radøy · Samnanger · Stord · Sund · Sveio · Tysnes · Ullensvang · Ulvik · Vaksdal · Voss

Gemeenten in de provincie bij de opheffing op 1 januari 2020